# Shunosaurus lii
Lo shunosauro (Shunosaurus lii) era un dinosauro erbivoro vissuto nel Giurassico medio in Cina.

## Scoperta
Il primo fossile di shunosauro è stato rinvenuto nel 1977 nella formazione di Shaximiao inferiore a Dashanpu nello Zigong (risalente a 170 milioni di anni fa), molto importante paleontologicamente perché è una delle poche formazioni ad aver restituito esemplari completi di dinosauri risalenti al Giurassico medio. Numerosi scheletri di shunosauro sono stati rinvenuti, il che significa che probabilmente questo dinosauro era piuttosto comune e forse viveva in branchi. Per la quantità dei reperti rinvenuti, Shunosaurus è uno dei sauropodi meglio conosciuti. Nella stessa formazione sono stati rinvenuti altri sauropodi (Datousaurus, Omeisaurus, Protognathosaurus), come pure stegosauri primitivi (Huayangosaurus), piccoli ornitischi di incerta classificazione (Xiaosaurus, Hexinlusaurus) e predatori di taglia media (Gasosaurus, Xuanhanosaurus).
La specie tipo, Shunosaurus lii, fu descritta e denominata da Dong Zhiming, Zhou Shiwu e Zhang Yihong nel 1983. Il nome del genere
deriva da Shu, l'antico nome del Sichuan, mentre il nome specifico fu dato in onore dell'idrologo Li Beng, governatore del Sichuan nel terzo secolo a.C.
L'olotipo, IVPP V.9065, ritrovato nella formazione di Shaximiao inferiore, consiste di uno scheletro parziale. Successivamente furono ritrovati altri venti frammenti importanti, inclusi scheletri quasi completi, crani e reperti giovanili, facendo dello Shunosauro uno dei sauropodi anatomicamente meglio conosciuti, essendo stati identificati circa il 94% degli elementi scheletrici.
Una seconda specie, S. ziliujingensis, il cui nome è menzionato nel museo di Zigong, nella provincia di Sichuan in Cina, non è mai stata formalmente descritta e pertanto rimane al momento un nomen nudum o nomen dubium.

## Descrizione

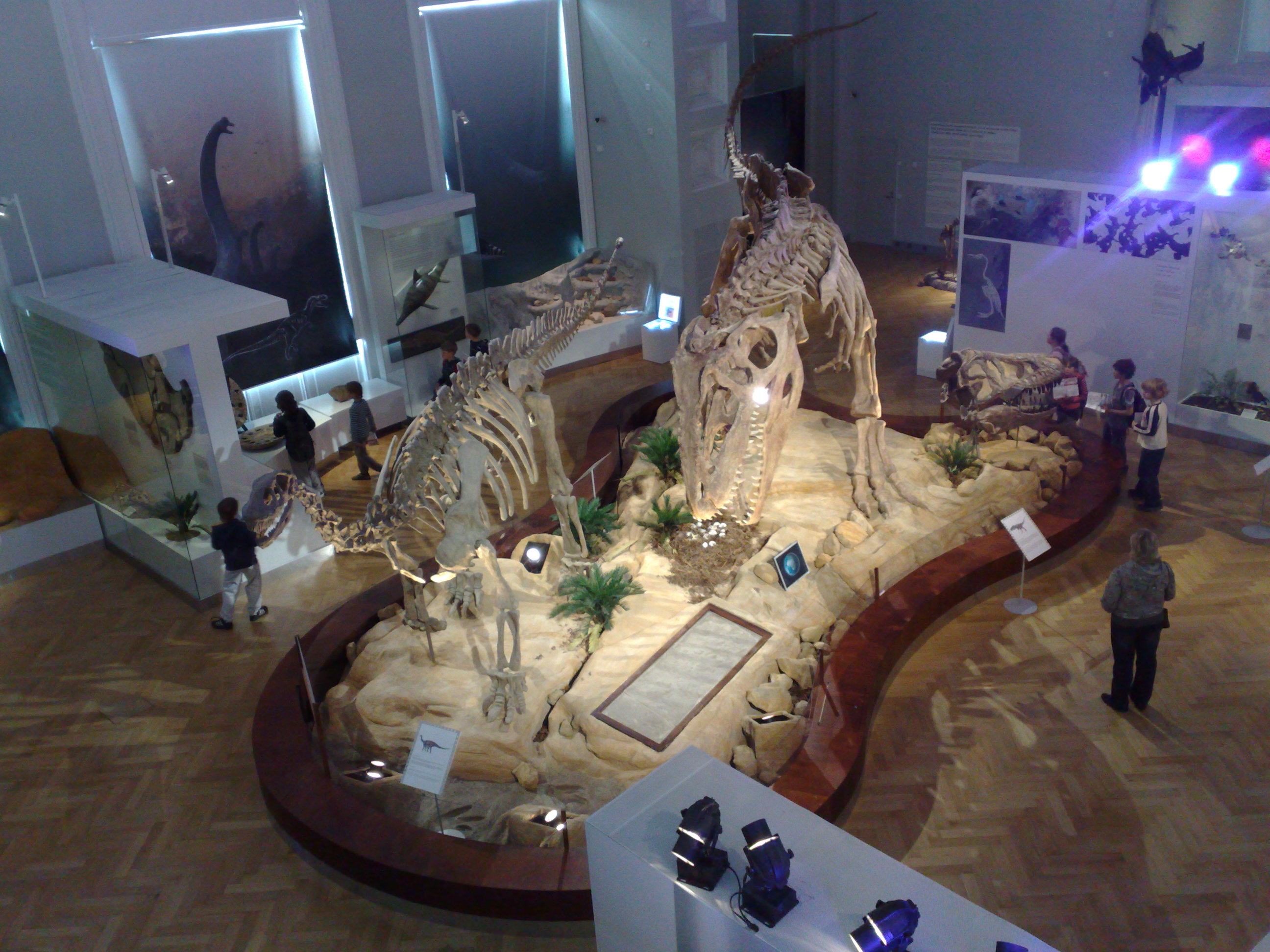
Scheletro di Shunosaurus (sinistra) e di Giganotosaurus (destra). Museo di Storia Naturale di Helsinki.

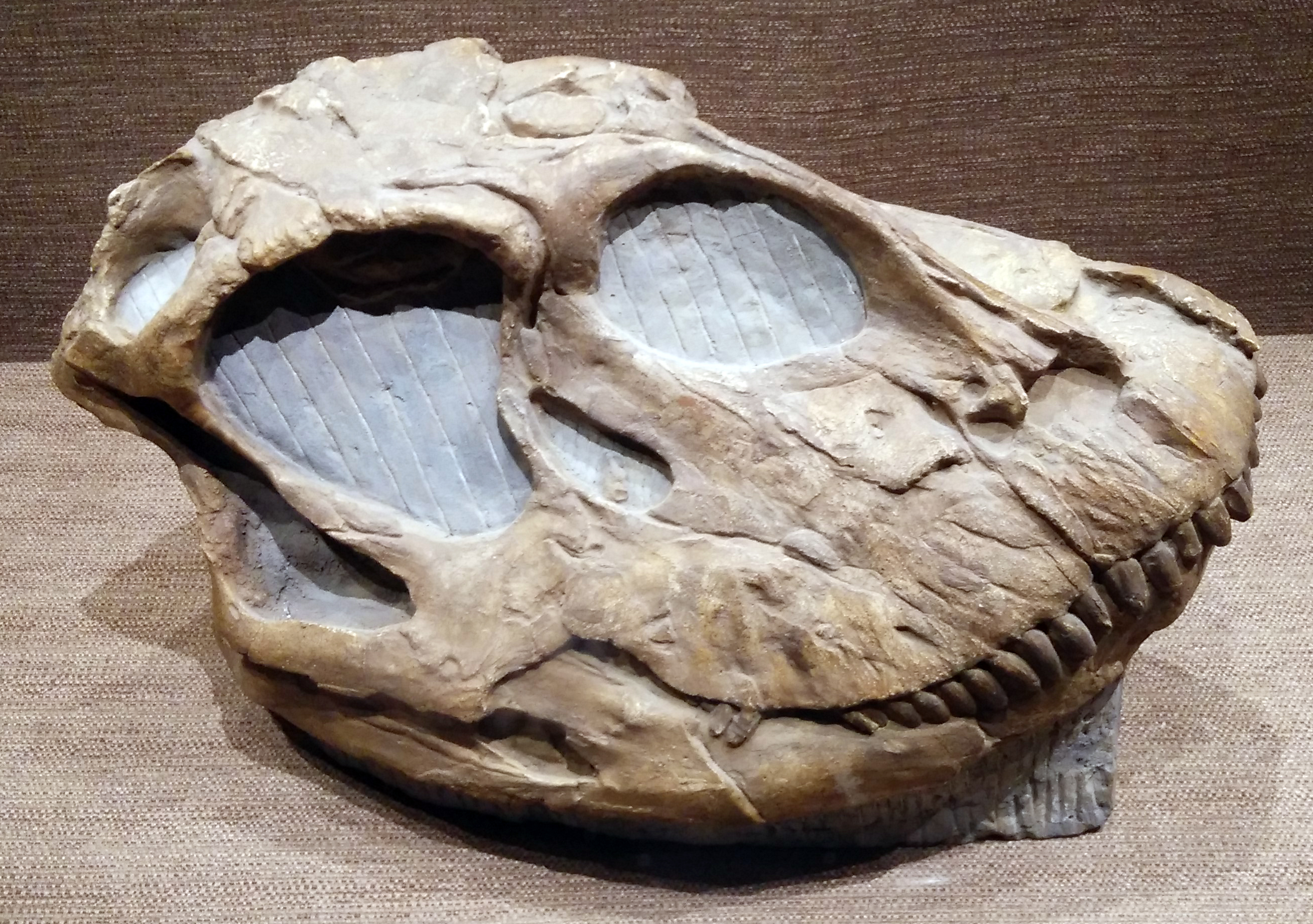
Cranio di Shunosaurus lii

Alla data della scoperta, le dimensioni dello Shunosauro furono stimate in 11 metri di lunghezza; i successivi ritrovamenti indussero però a ridurre le valutazioni iniziali che nel 2010 portarono a calcolare una lunghezza di 9,5 metri e un peso di 3 tonnellate. Il collo, sia pure lungo come tipico nei sauropodi, appare di dimensioni un po' contenute e inferiori a quelle del Brachytrachelopan.
Il cranio appare piuttosto compresso e disarticolato ma le interpretazioni sulla forma vanno da larga, corta e spessa a estremamente stretta e appuntita. Le mascelle inferiori e superiori appaiono fortemente curvate all'insù, premettendo loro di funzionare come una cesoia da giardino. I denti sono abbastanza robusti, ma piuttosto allungati con una corona di circa 8 centimetri. Mostrano una combinazione unica di corpo cilindrico con terminazione a spatola.

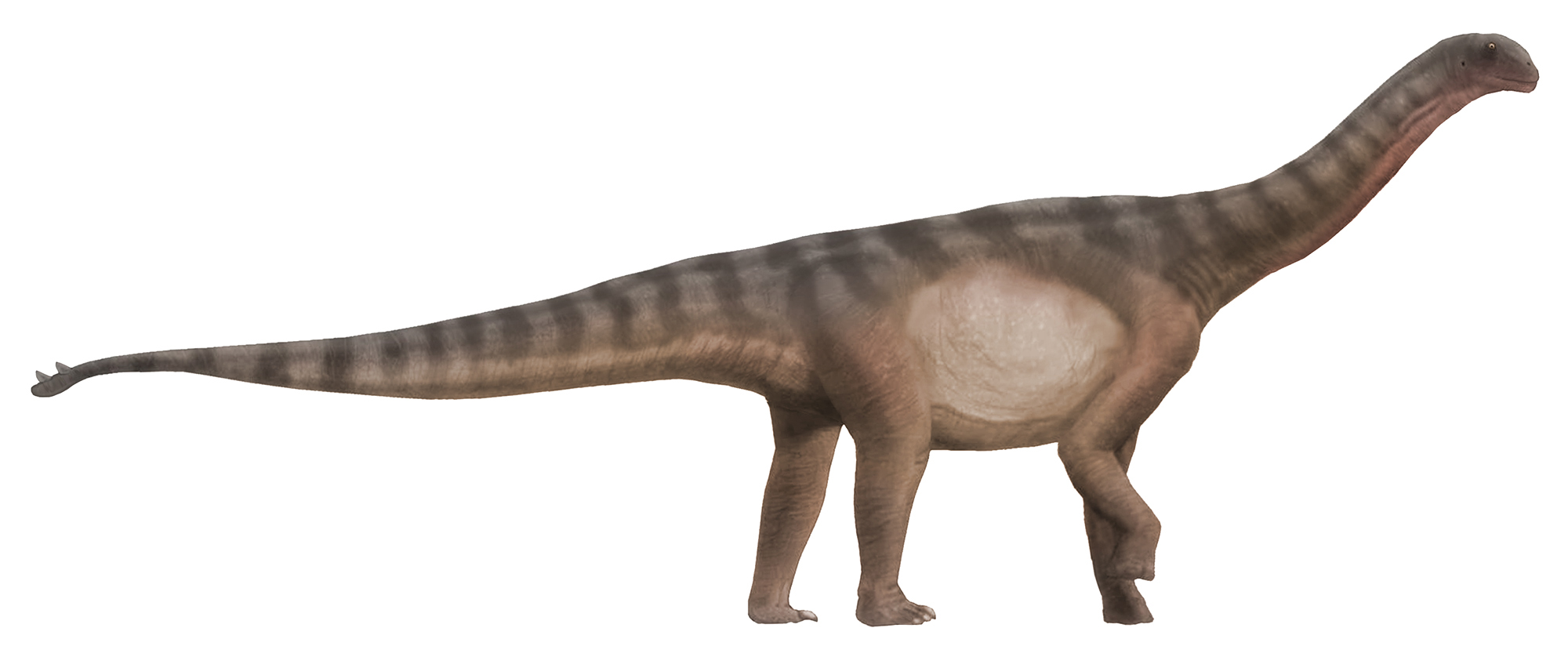
Ricostruzione artistica del dinosauro

Nel 1998 si scoprì che la coda terminava con una sorta di mazza ossea dotata sulla punta di due spuntoni formati da osteodermi conici lunghi 5 cm. Questa struttura era probabilmente utilizzata per difendersi dai predatori dell'epoca, come Gasosaurus o Xuanhanosaurus. All'epoca della scoperta di Shunosaurus, avvenuta nel 1983, strutture simili erano note solo negli anchilosauri. Successivamente, una simile "mazza caudale" venne associata anche a resti di Omeisaurus, un altro sauropode che viveva negli stessi luoghi e nella stessa epoca, ma questo ritrovamento è stato messo in discussione poiché sembra che questa struttura sia appartenuta a uno Shunosaurus.

## Sauropode primitivo
Lo shunosauro era un sauropode di dimensioni medio-piccole (circa 10 metri di lunghezza) e dalla costituzione non molto pesante. Molto probabilmente, per proteggersi dai predatori, viveva in branchi e si spostava per le pianure cinesi del Giurassico alla costante ricerca di cibo. Le caratteristiche primitive di questo sauropode includono il cranio, particolarmente antiquato e affine per certi versi a quello dei prosauropodi: corto e alto, era munito di forti denti a spatola. Il collo non era particolarmente lungo.

## Classificazione

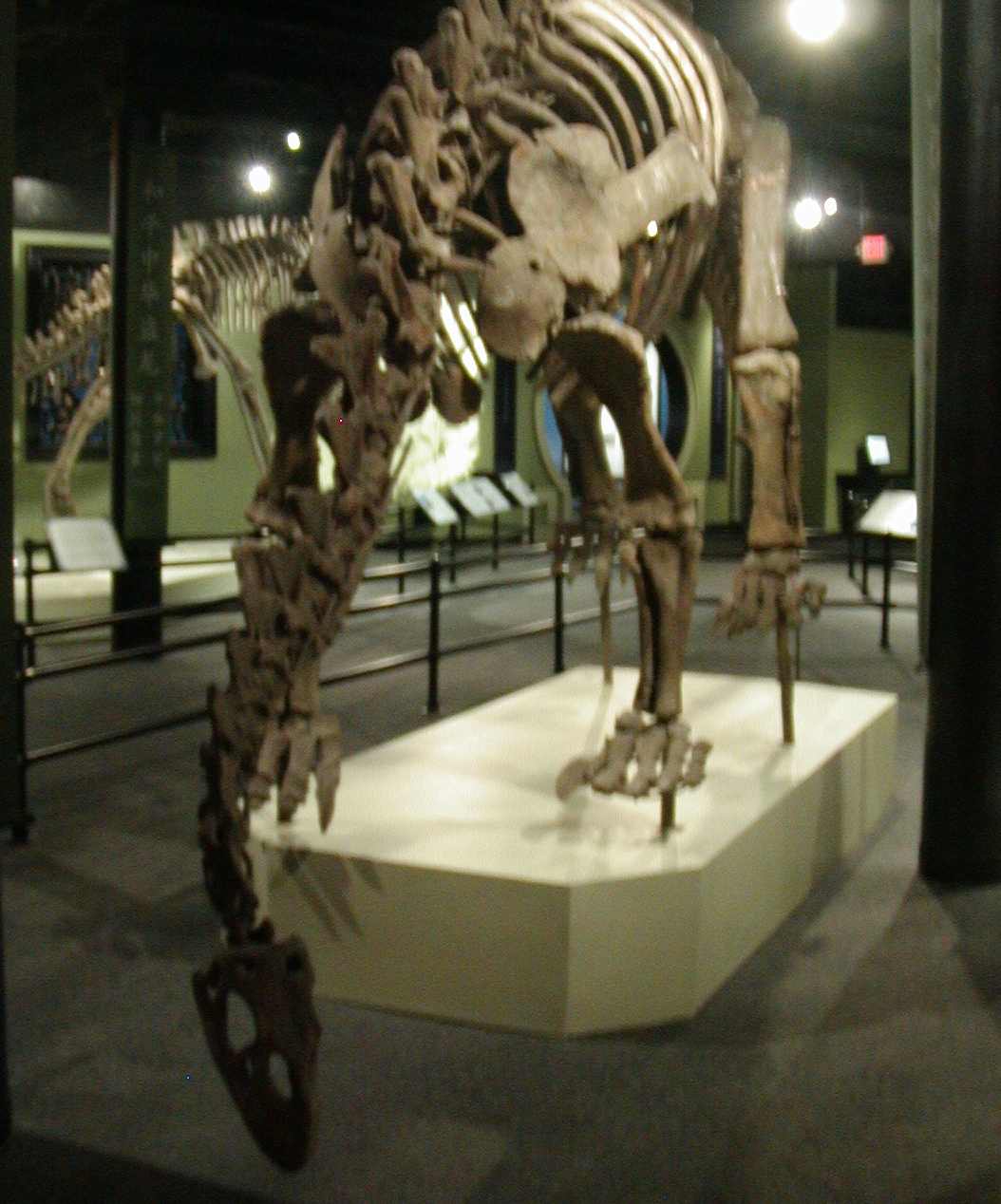
Scheletro, Museo di Storia Naturale di Pechino.

Shunosaurus fu originariamente classificato tra i Cetiosaurinae; nel 1992 Dong  lo assegnò agli Shunosaurinae all'interno dei Cetiosauridae.
Le analisi cladistiche hanno portato a risultati contrastanti. Nel 1995 Paul Upchurch pubblicò uno studio in cui Shunosaurus apparteneva agli Euhelopodidae assieme ad altri sauropodi del Giurassico cinese. Una successiva analisi del 2002 indicò una posizione basale all'interno degli Eusauropoda. Shunosaurus potrebbe essere collegato al Rhoetosaurus del Queensland in Australia.
Il cladogramma sottostante mostra un possibile posizionamento filogenetico:
|  | Lessemsaurus |
|  |              |
|  | Antetonitrus |
|  |              |

|  | Shunosaurus                                                  |
|  |                                                              |
|  | Patagosaurus                                                 |
|  |                                                              |
|  | Omeisaurus                                                   |
|  |                                                              |
|  | Mamenchisaurus                                               |
|  |                                                              |
|  | Barapasaurus                                                 |
|  |                                                              |
|  | \| \| Cetiosaurus \| \| \| \| \| \| Neosauropoda \| \| \| \| |
|  |                                                              |
|  | Cetiosaurus                                                  |
|  |                                                              |
|  | Neosauropoda                                                 |
|  |                                                              |

|  | Cetiosaurus  |
|  |              |
|  | Neosauropoda |
|  |              |

|  | Shunosaurus                                                  |
|  |                                                              |
|  | Patagosaurus                                                 |
|  |                                                              |
|  | Omeisaurus                                                   |
|  |                                                              |
|  | Mamenchisaurus                                               |
|  |                                                              |
|  | Barapasaurus                                                 |
|  |                                                              |
|  | \| \| Cetiosaurus \| \| \| \| \| \| Neosauropoda \| \| \| \| |
|  |                                                              |
|  | Cetiosaurus                                                  |
|  |                                                              |
|  | Neosauropoda                                                 |
|  |                                                              |

|  | Cetiosaurus  |
|  |              |
|  | Neosauropoda |
|  |              |

|  | Shunosaurus                                                  |
|  |                                                              |
|  | Patagosaurus                                                 |
|  |                                                              |
|  | Omeisaurus                                                   |
|  |                                                              |
|  | Mamenchisaurus                                               |
|  |                                                              |
|  | Barapasaurus                                                 |
|  |                                                              |
|  | \| \| Cetiosaurus \| \| \| \| \| \| Neosauropoda \| \| \| \| |
|  |                                                              |
|  | Cetiosaurus                                                  |
|  |                                                              |
|  | Neosauropoda                                                 |
|  |                                                              |

|  | Cetiosaurus  |
|  |              |
|  | Neosauropoda |
|  |              |

|  | Shunosaurus                                                  |
|  |                                                              |
|  | Patagosaurus                                                 |
|  |                                                              |
|  | Omeisaurus                                                   |
|  |                                                              |
|  | Mamenchisaurus                                               |
|  |                                                              |
|  | Barapasaurus                                                 |
|  |                                                              |
|  | \| \| Cetiosaurus \| \| \| \| \| \| Neosauropoda \| \| \| \| |
|  |                                                              |
|  | Cetiosaurus                                                  |
|  |                                                              |
|  | Neosauropoda                                                 |
|  |                                                              |

|  | Cetiosaurus  |
|  |              |
|  | Neosauropoda |
|  |              |

|  | Lessemsaurus |
|  |              |
|  | Antetonitrus |
|  |              |

|  | Shunosaurus                                                  |
|  |                                                              |
|  | Patagosaurus                                                 |
|  |                                                              |
|  | Omeisaurus                                                   |
|  |                                                              |
|  | Mamenchisaurus                                               |
|  |                                                              |
|  | Barapasaurus                                                 |
|  |                                                              |
|  | \| \| Cetiosaurus \| \| \| \| \| \| Neosauropoda \| \| \| \| |
|  |                                                              |
|  | Cetiosaurus                                                  |
|  |                                                              |
|  | Neosauropoda                                                 |
|  |                                                              |

|  | Cetiosaurus  |
|  |              |
|  | Neosauropoda |
|  |              |

|  | Shunosaurus                                                  |
|  |                                                              |
|  | Patagosaurus                                                 |
|  |                                                              |
|  | Omeisaurus                                                   |
|  |                                                              |
|  | Mamenchisaurus                                               |
|  |                                                              |
|  | Barapasaurus                                                 |
|  |                                                              |
|  | \| \| Cetiosaurus \| \| \| \| \| \| Neosauropoda \| \| \| \| |
|  |                                                              |
|  | Cetiosaurus                                                  |
|  |                                                              |
|  | Neosauropoda                                                 |
|  |                                                              |

|  | Cetiosaurus  |
|  |              |
|  | Neosauropoda |
|  |              |

|  | Shunosaurus                                                  |
|  |                                                              |
|  | Patagosaurus                                                 |
|  |                                                              |
|  | Omeisaurus                                                   |
|  |                                                              |
|  | Mamenchisaurus                                               |
|  |                                                              |
|  | Barapasaurus                                                 |
|  |                                                              |
|  | \| \| Cetiosaurus \| \| \| \| \| \| Neosauropoda \| \| \| \| |
|  |                                                              |
|  | Cetiosaurus                                                  |
|  |                                                              |
|  | Neosauropoda                                                 |
|  |                                                              |

|  | Cetiosaurus  |
|  |              |
|  | Neosauropoda |
|  |              |

|  | Shunosaurus                                                  |
|  |                                                              |
|  | Patagosaurus                                                 |
|  |                                                              |
|  | Omeisaurus                                                   |
|  |                                                              |
|  | Mamenchisaurus                                               |
|  |                                                              |
|  | Barapasaurus                                                 |
|  |                                                              |
|  | \| \| Cetiosaurus \| \| \| \| \| \| Neosauropoda \| \| \| \| |
|  |                                                              |
|  | Cetiosaurus                                                  |
|  |                                                              |
|  | Neosauropoda                                                 |
|  |                                                              |

|  | Cetiosaurus  |
|  |              |
|  | Neosauropoda |
|  |              |

## Nei musei
Scheletri di Shunosaurus sono in mostra nel museo di Zigong, nella provincia di Sichuan in Cina e al Museo di Storia Naturale di Pechino.